# Thetídio
Thetídio, en grec moderne : Θετίδιο, est un village du dème de Pharsale, district régional de Lárissa, en Thessalie, Grèce.
Selon le recensement de 2011, la population du village s'élève à 74 habitants.